# Carlo Chendi
Angelo Carlo Chendi (Ostellato, 10 luglio 1933 – Rapallo, 12 settembre 2021) è stato un fumettista italiano, tra i più noti e prolifici sceneggiatori della Disney Italia.
A partire dal 1952, Carlo Chendi ha scritto centinaia di storie con i personaggi della Disney, e ne ha creati molti altri, distinguendosi non soltanto nella House of Mouse.

## Biografia
Trasferitosi in giovane età dal ferrarese a Rapallo, in Liguria, ha qui iniziato la sua attività di cartoonist, divenendo una delle colonne della cosiddetta Scuola di Rapallo, insieme al maestro Luciano Bottaro e al suo amico Giorgio Rebuffi, con i quali ha fondato nel 1968 il gruppo Bierrecì (acronimo di Bottaro, Rebuffi, Chendi) senza, però, smettere di collaborare con la Mondadori nella realizzazione di storie Disney.
Nel corso della sua carriera, svoltasi tra l'area del Tigullio e Milano, ha partecipato, fra le altre cose, alla realizzazione della rivista Re di Picche, la prima dello Studio Bierrecì, e alla realizzazione della tradizione italiana delle Grandi Parodie Disney: in questa serie una delle sue opere più illustri ed apprezzate, realizzata in collaborazione con Luciano Bottaro, è Il Dottor Paperus. 
Negli anni sessanta con Bottaro ha dato inizio alla grande saga di Rebo, il tiranno di Saturno: narrazioni umoristiche che vedono il noto personaggio Rebo insieme a personaggi Disney. 
Della sua vastissima produzione disneyana sono soprattutto importanti da ricordare le invenzioni dell'extraterrestre Ok Quack e del detective Umperio Bogarto (entrambi disegnati da Giorgio Cavazzano), l'identità segreta di Paperino "agente QQ7" (la storia Missione Bob Fingher ebbe il plauso della Disney Americana), e i duetti fra Pippo e la strega Nocciola. Ha curato per anni la collana di libri Le Mani Comics.
Grande amico di penna di Carl Barks, lo ha portato in Italia durante il tour europeo del 1994, e a lui ha dedicato la XXXIII edizione della Mostra internazionale dei cartoonists, che ha curato, insieme ad uno staff di altri sceneggiatori, disegnatori, esperti e appassionati, dal 1972.
È morto il 12 settembre 2021, all'età di 88 anni.
Nel dicembre 2021 la Panini Comics ha riproposto il suo "Ciclo Paperingio" in un volume telato, pubblicando come prefazione postuma uno dei suoi ultimi scritti.

## Premi e riconoscimenti
- 1994 - Premio Copertina d'Argento assegnato dalla Walt Disney Company[26]
- 1996 - Premio Yellow Kid al Salone Internazionale dei Comics come miglior autore[27]
- 2001 - Premio UGiancu come miglior sceneggiatore[28]
- 2010 - Premio Papersera alla carriera[29]

## Opere
- Strisce di terra e strisce di carta - Strips of land, strips of paper (a cura di), con Sergio Badino, Latina, Tunue', 2008, ISBN 9788889613504.